# Cristal Vermelho

Cristal vermelho

O Cristal Vermelho, também conhecido como Diamante Vermelho ou "emblema do Terceiro Protocolo" (das Convenções de Genebra), é o terceiro emblema do Movimento Internacional da Cruz Vermelha e do Crescente Vermelho, neutro de significados políticos e religiosos e  aprovado pelo movimento da Cruz Vermelha Internacional.
Foi votado em 8 de dezembro de 2005, com 98 votos a favor, 27 contra e dez abstenções. (57 sociedades nacionais que não compareceram à votação).
Entre os países que manifestaram interesse pelo novo emblema (ou suas variantes) encontram-se o Estado de Israel e a Eritreia.

## Variantes

O cristal vermelho com inserção da cruz vermelha
O cristal vermelho com inserção do crescente vermelho
O cristal vermelho com inserção da cruz vermelha e do crescente vermelho